# Калинин, Дмитрий Владимирович
Дми́трий Влади́мирович Кали́нин (род. 22 июля 1980, Челябинск) — российский хоккеист. Трёхкратный чемпион мира (2008, 2009, 2012) в составе сборной России. Заслуженный мастер спорта России (2002).
Обладатель Кубка Гагарина 2011 в составе «Салавата Юлаева» и в составе СКА в сезоне 2014/2015.

## Биография
Воспитанник челябинского хоккея. Уже в 15 лет пробился в основной состав местного «Трактора» и отыграл в нём несколько лет, прежде чем уехал в североамериканские лиги в возрасте 18 лет. Сумел пробиться в НХЛ и закрепиться в составе выбравшего его на драфте «Баффало Сейбрз» в свой третий заокеанский сезон. Выступал за «Клинков» до 2008 года (лишь в локаутный сезон 2004/2005 возвращался поиграть в Россию). После окончания контракта с «Баффало» отыграл ещё год в «Нью-Йорк Рейнджерс» и «Финикс Койотис», а потом вернулся в Россию, в недавно созданную Континентальную хоккейную лигу.
Первые два года после возвращения провел в уфимском «Салавате Юлаеве». Весной 2011 года Калинин помог команде выиграть Кубок Гагарина, после чего перешёл в петербургский СКА. 2 июля 2016 года подписал однолетний контракт с «ХК „Спартак“ Москва». 1 мая 2019 года после окончания контракта покинул «Спартак».
Привлекается в сборную России на крупнейших международных соревнованиях. Участвовал в девяти чемпионатах мира, Кубке мира (2004) и Олимпийских играх (2010). В 2008, 2009 и 2012 становился чемпионом мира.
Входит в число пяти россиян (Илья Никулин, Алексей Терещенко, Александр Овечкин, Данис Зарипов), трижды выигрывавших золотые медали чемпионата мира. На третьем победном турнире в 2012 году сыграл в форме сборной только в первой половине турнира, пропустив решающие встречи из-за дисквалификации и болезни.
Участник матча звёзд КХЛ (2010, 2012).

## Статистика
| Легенда | Легенда                    | Легенда | Легенда                   | Легенда | Легенда    |
| ------- | -------------------------- | ------- | ------------------------- | ------- | ---------- |
| И       | Количество проведённых игр | Штр     | Штрафное время            | +/−     | Плюс-минус |
| Г       | Голы                       | П       | Голевые передачи          | О       | Очки       |
| -       | Статистика неизвестна      | —       | Статистика не учитывалась |         |            |

## Награды
- Медаль ордена «За заслуги перед Отечеством» II степени (30 июня 2009) — за большой вклад в победу национальной сборной команды России по хоккею на чемпионатах мира в 2008 и 2009 годах[6]